# Estación de Ermesinde
La Estación Ferroviaria de Ermesinde es una plataforma de ferrocarriles de las líneas del Miño, Duero y Leixões, que sirve a la ciudad de Ermesinde, en Portugal.

## Descripción

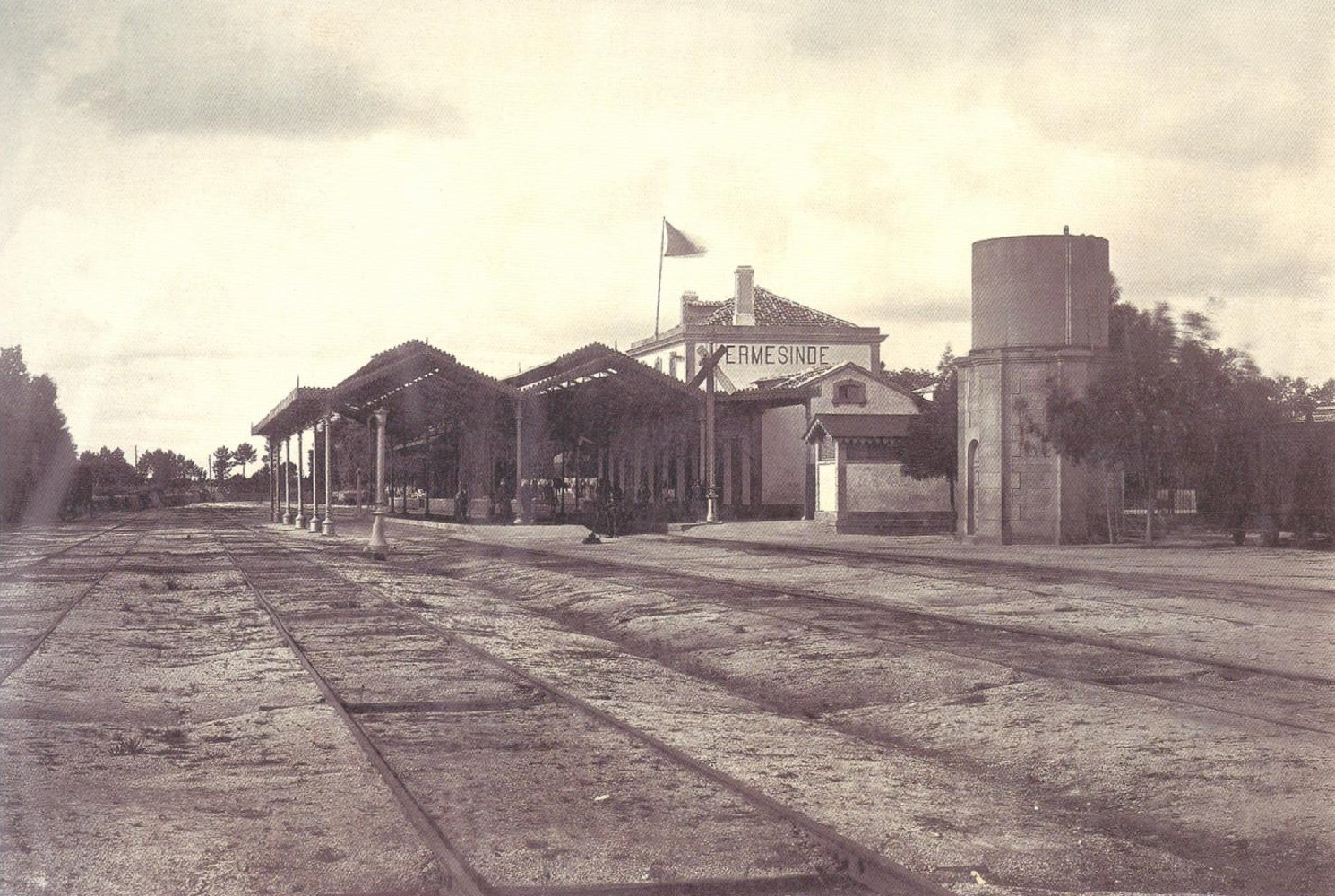
Estación antigua de Ermesinde.

### Vías y plataformas
En 2004, esta plataforma disponía de un servicio de información al público, y, en 2007, comandaba esta función en las Estaciones de Valongo, Recarei-Sobreira, Cête, Irivo, Oleiros, Paredes, Trabajo y São Romão; al año siguiente, no obstante, todas estas funciones, junto con la propia estación de Ermesinde, pasaron a tener la información al público dirigida por el Centro de Comando Operacional de Porto.
En 2010, poseía 11 vías de circulación, con longitudes que variaban entre los 210 y 598 metros; las plataformas tienen todas 220 metros de longitud y 75 centímetros de altura.

### Accesos viales
El acceso de transporte es efectuado por el Largo de la Estación.

### Servicios
Los servicios de pasajeros en la Línea de Leixões fueron suspendidos, debido al plan de austeridad en vigor en el país debido a la crisis económica, plan que determina el cierre de las conexiones ferroviarias con menos uso.
 Autobuses de STCP:
- 70 Bolhão (Alex. Braga) - Ermesinde (Estación)
- 701 Bolhão - Codiceira (Alfena)
- 703 Cordoaria - Sonhos
- 704 Boavista - Codiceira (Alfena)
- 705 Hosp. São João - Valongo (Vía Estación Valongo)
- 706 Hosp. São João - Ermesinde (Estación)
- 707 Hosp. São João - Ermesinde (Estación)

## Historia

### sigloXX
En 1933, esta plataforma fue objetivo de grandes obras de modificación.
El concurso público para la construcción de la Línea de Leixões, incluyendo la variante a Ermesinde y su respectiva conexión telefónica, fue realizado por la Dirección general de Ferrocarriles, el 27 de enero de 1931; el contrato fue firmado el 22 de mayo, habiéndose iniciado las obras el 29 de junio.

### sigloXXI
A mediados de 2001, terminó una intervención en esta plataforma, en el ámbito del Proyecto Norte de la Red Ferroviaria Nacional.